# Stainach-Pürgg
Stainach-Pürgg – gmina targowa w środkowej Austrii, w kraju związkowym Styria, w powiecie Liezen. Liczy 2860 mieszkańców (1 stycznia 2015).